# Tamee Harrison
Tatham Maree „Tamee“ Harrison (* 23. April 1979 in Perth, Western Australia, Australien) ist eine österreichische Popsängerin.

## Biografie
Tamee Harrison wuchs in einer Künstlerfamilie auf. Ihr in Graz geborener englischer Vater ist Maler und Kunstexperte, ihre Wiener Mutter arbeitet als Managerin im Kunst- und Musikbereich.
1985 zog die Familie von Australien zunächst nach Österreich und später nach England, wo Tamee und ihr Bruder Terry ihre Schulausbildung fortsetzten. Bereits während ihrer Schulzeit trat sie in Shows auf und gewann zahlreiche Talentpreise. Nach dem Schulabschluss in England konzentrierte sich Tamee auf ihre Karriere als Sängerin und erhielt mit 19 Jahren ihren ersten Plattenvertrag bei Sony Music Austria. Tamee wurde 2002, 2004 & 2006 für den „Amadeus Austrian Music Award“ nominiert.
Im April 2006 trat Tamee in Hangzhou mit ihrem Lied „I’m Ready“ in einer der größten chinesischen Fernsehshows, „The World Leisure Expo“, auf.
Tamee arbeitete auch als Fernsehmoderatorin:
Beim Opernball 2006 und 2007, bei MTV, bei „Dancing Stars“, bei den „Amadeus Austrian Music Awards“ sowie in Fernsehshows in den Vereinigten Staaten, wie „Mix Revolution TV“, „City Sneak Peek“ und „Firestone“.
Im Jahr 2008 bekam Tamee den Vertrag bei Coca Cola für das neu aufgesetzte Weihnachtslied „A Beautiful Time“.

## Diskografie

### Singles
- Maybe (2000)
- Cover My Eyes (2000)
- A Little Bit (2001)
- Does He Love Me (2001)
- You’re the Voice (2001)
- Love on Random (2002)
- Song of Life (featuring Loud9, 2002)
- Everytime We Touch (2003)
- It’s a Fine Day (2004)
- Going to Paris (2004)
- A Beautiful Time (2004)
- Hypnotized (2005)
- I Live My Life for You (2005)
- I’m Ready (2005)
- A Beautiful Time (2008) ++Coca Cola Christmas Song++

### Alben
- From Me to You (2001)